# Carlo Mauri

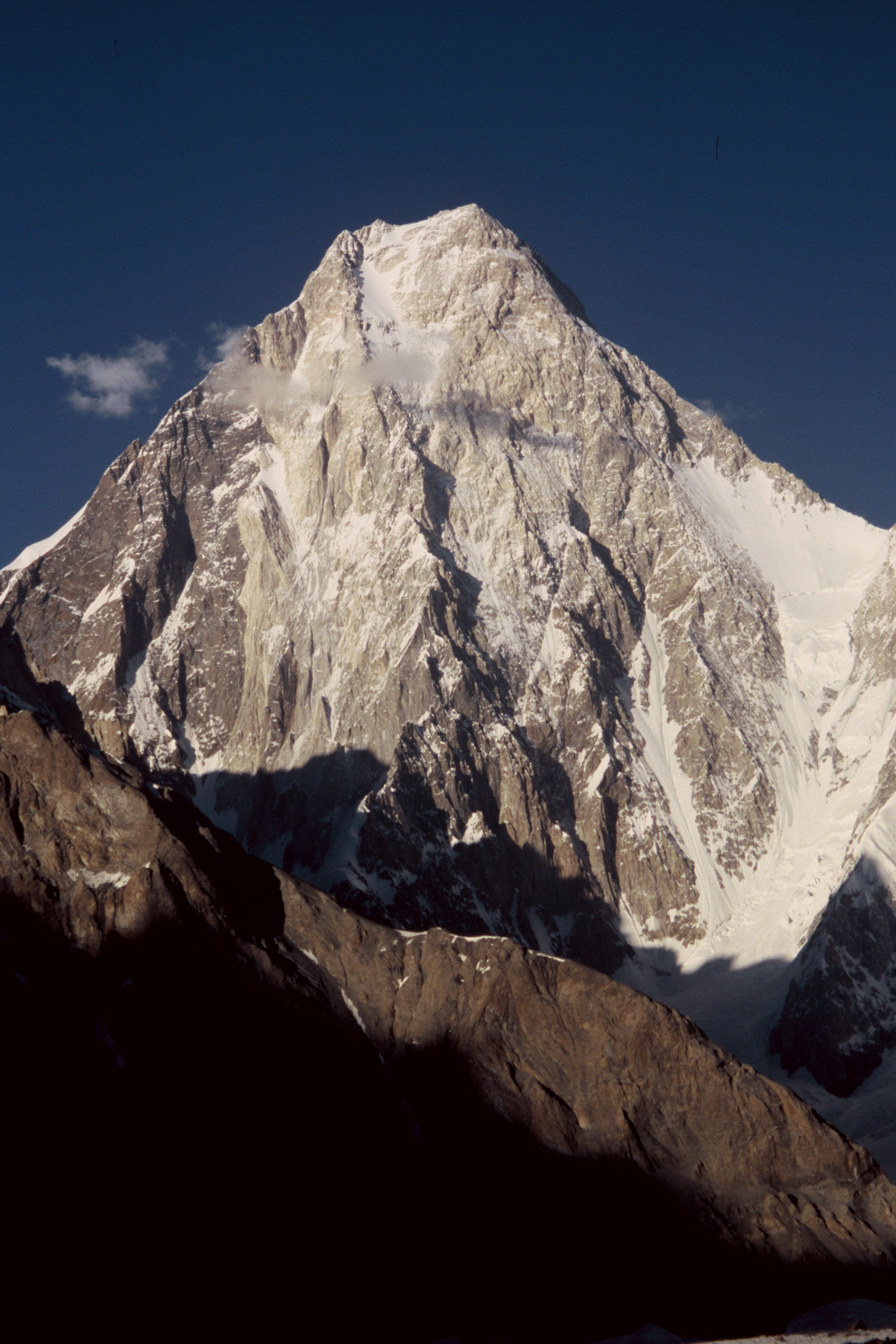
La sexta montaña más alta del Pakistán: el Gasherbrum IV, a cuya cumbre llegaron por vez primera en 1958 C. Mauri y Walter Bonatti.

C. Mauri en la cima del Gasherbrum IV.

Carlo Mauri (Lecco, 1930 – 1982) fue un alpinista y explorador italiano.
Entre sus primeros ascensos en los Alpes destacan dos: el primer ascenso en invierno de la via Comici en la cara norte de la Cima Grande de Lavaredo; y el primer ascenso en solitario de la Poire en el Mont Blanc.
Le siguieron numerosas expediciones en el extranjero. En 1956 alcanzó la cumbre del Monte Sarmiento en la Tierra del Fuego y en 1958, como miembro de la expedición de Riccardo Cassin al Karakórum, él y Walter Bonatti hicieron la primera ascensión del Gasherbrum IV (7.925 m s. n. m.).
En 1969 y de nuevo en 1970 formó parte de la expedición de Thor Heyerdahl que cruzó el océano Atlántico en Ra I y Ra II, balsas hechas con papiro.
Tras las expediciones Ra, Mauri formó parte de muchas otras siguiendo la ruta de Marco Polo en las estepas de Asia central y explorando la Patagonia y el Amazonas. También hizo varios documentales sobre sus viajes, algunos de ellos producidos para la emisora pública italiana RAI. 
De nuevo con Heyerdahl formó parte de la expedición Tigris de 1977.
Fue miembro del grupo de escaladores "Gruppo Ragni Grignetta di Lecco".
Después de un accidente en que se rompió una pierna, Mauri se convirtió en el primer italiano que pasó por una elongación ósea, operación de alargamiento de huesos de Gavril Ilizarov. Falleció en Lecco en el año 1982.